# Onze-Lieve-Vrouw van de verschijning van Quinche
Nuestra Señora de la Presentación del Quinche, ofwel Onze-Lieve-Vrouw van de verschijning van Quinche, is de beschermheilige van Ecuador. Haar nationale feestdag in Ecuador 21 november.
In het stadje El Cisne, in het Zuiden van Ecuador bouwde de bevolking een basiliek waarin men een religieus relikwie naar voorbeeld van de Mexicaanse Onze lieve vrouwe van Guadalupe wilde plaatsen. Het beeldje werd in opdracht van de bevolking gemaakt door de beeldhouwer Don Diego de Robles in Quito. Volgens de overlevering konden of wilden de opdrachtgevers het beeldje vervolgens niet betalen, waarop Don Diego de Robles het werk verkocht aan de Oyacachi-indianen in ruil voor een voorraad cederhout.
Deze Mariafiguur werd vervolgens een beschermheilige van de indianen. Verteld werd dat zijn in een grot aan de indianen was verschenen, en hen had bevrijd van de beren die de kinderen bedreigden.
In maart 1604 werd het beeldje vanuit Oyacacho naar El Quinche gebracht, een stadje 25 kilometer ten noordoosten van Quito. Dit stadje groeide vervolgens uit tot een van de belangrijkste bedevaartsoorden van Ecuador.